# Johannes Franz Eugen von Savoyen

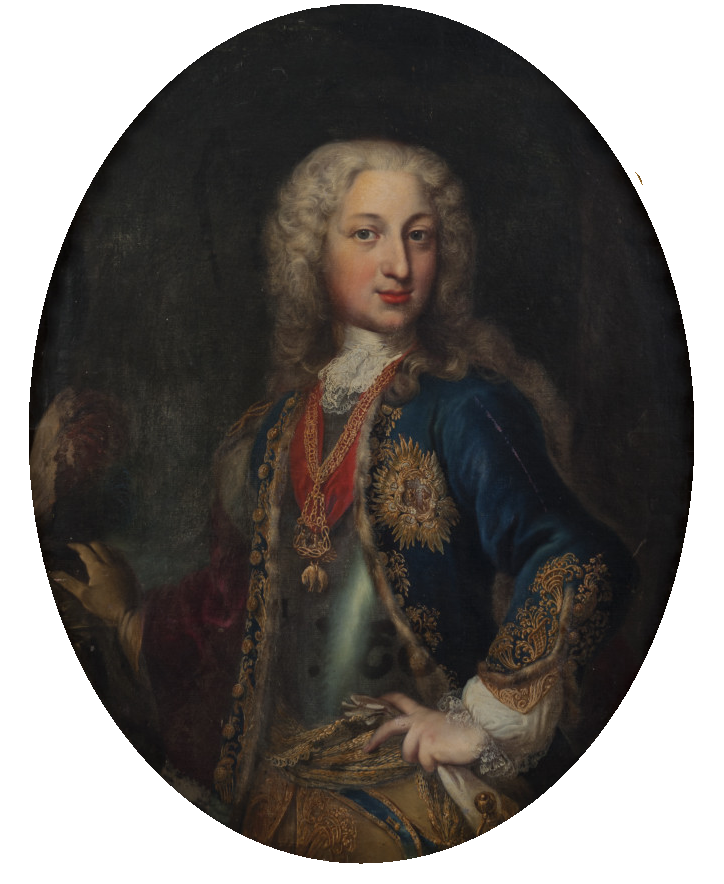
Eugenio Giovanni Francesco di Savoia-Soissons

Johannes Franz Eugen von Savoyen (* 23. September 1714; † 24. November 1734 in Mannheim) war ein Prinz aus dem hochadeligen Haus Savoyen, Graf von Soissons und Generalfeldwachtmeister der Kaiserlichen Reichsarmee. 

## Abstammung
Sein Großvater war Louis Thomas von Savoyen-Carignan († 1702 bei Landau in der Pfalz), der ältere Bruder des berühmten Feldherrn Prinz Eugen von Savoyen (1663–1736). 
Johannes Franz Eugen von Savoyen wurde geboren als Sohn des Thomas Emanuel von Savoyen (1687–1729) und seiner Gattin Therese von Liechtenstein, Tochter des Fürsten Johann Adam Andreas von Liechtenstein.

## Leben
Er trat in die kaiserliche Reichsarmee ein und diente während des Polnischen Thronfolgekrieges, unter dem Oberkommando seines Großonkels, am Rhein. Hier war der Prinz Inhaber des nach ihm benannten Kürassierregiments „Jung-Savoyen“ (späteres K.u.k. 8. Dragonerregiment) und hatte seit 3. April 1734 den Rang eines Generalfeldwachtmeisters inne, außerdem trug er den Orden vom Goldenen Vlies und den Annunziaten-Orden.
Der General erkrankte am „Hitzigen Fieber“ (Typhus)  und starb am 24. November 1734, um 3.20 Uhr morgens, in Mannheim. Man setzte ihn hier in einer Gruft der katholischen Pfarrkirche St. Sebastian bei.  Heute erinnert dort nichts mehr an ihn, jedoch überlieferte uns der Landeshistoriker Johann Franz Capellini von Wickenburg in dem Sammelwerk „Thesaurus Palatinus“ die Grabstätte und die Inschrift des ehemaligen Epitaphs.
Prinz Johannes Franz Eugen von Savoyen hatte keine Nachkommen. Er war verlobt mit der noch kleinen Maria Teresa Cybo-Malaspina (1725–1790), Herzogin von Massa und Carrara.